# Jérôme Salle
Pour les articles homonymes, voir Salle.
 (septembre 2013).
Si vous disposez d'ouvrages ou d'articles de référence ou si vous connaissez des sites web de qualité traitant du thème abordé ici, merci de compléter l'article en donnant les références utiles à sa vérifiabilité et en les liant à la section « Notes et références ».
Jérôme Salle, né le 11 mai 1971 à Paris, est un réalisateur et scénariste français.

## Biographie
Après la réalisation d'un court métrage en 2000, Le Jour de grâce, Jérôme Salle cosigne en 2003 le scénario de Trouble.
En 2005, il réalise son premier film, Anthony Zimmer, avec Sophie Marceau et Yvan Attal, qui lui vaut une nomination au César du meilleur premier film.
En 2007, il réalise Largo Winch, une adaptation cinématographique de la bande-dessinée du même nom. Le film sort en 2008 et connait un gros succès en France, rassemblant plus de 1 800 000 spectateurs en France. En 2010, un remake d’Anthony Zimmer, The Tourist, sort en salles. Il met en vedette Johnny Depp et Angelina Jolie.
Jérôme Salle enchaine avec Largo Winch 2 (2011). Il retrouve alors Tomer Sisley (dans le rôle de Largo), son coscénariste Julien Rappeneau, Denis Rouden (son directeur de la photographie attitré depuis sa première réalisation) et Alexandre Desplat (le compositeur du premier volet). Pour la circonstance, il offre un rôle à Sharon Stone (qui dans une séquence fait un clin d'œil à Basic Instinct). Le film ne rencontre pas le même succès que le volet précédent, il enregistre cependant 1 350 999 entrées en France.
Il adapte ensuite le roman Zulu de Caryl Férey. Le tournage démarre à la mi-septembre 2012 au Cap, en Afrique du Sud, et s’achève courant décembre. Zulu réunit Forest Whitaker et Orlando Bloom dans les rôles principaux. Le film est projeté en clôture de la cérémonie du 66e festival de Cannes, le 26 mai 2013.
Il réalise ensuite un projet de longue date : L'Odyssée, film biographique sur Jacques-Yves Cousteau. Le film sort en 2016. Lambert Wilson y incarne le célèbre commandant, Audrey Tautou est Simone Cousteau et Pierre Niney incarne leur fils, Philippe Cousteau.

## Filmographie

### Réalisateur
- 2000 : Le jour de grâce (court métrage)
- 2005 : Anthony Zimmer
- 2008 : Largo Winch
- 2011 : Largo Winch 2
- 2013 : Zulu
- 2016 : L'Odyssée
- 2022 : Kompromat

### Scénariste
- 1997 : L'homme idéal de Xavier Gélin
- 1998 : Bob le magnifique (TV) de Marc Angelo
- 2000 : Le jour de grâce de lui-même
- 2005 : Anthony Zimmer de lui-même
- 2005 : Trouble de Harry Cleven
- 2008 : Largo Winch de lui-même (écrit avec Julien Rappeneau)
- 2011 : Largo Winch 2 de lui-même (écrit avec Julien Rappeneau)
- 2013 : Zulu de lui-même (écrit avec Julien Rappeneau)
- 2016 : L'Odyssée de lui-même (écrit avec Laurent Turner)